# تاداتوشي ماسودا
تاداتوشي ماسودا (مواليد 25 ديسمبر 1973) هو لاعب كرة قدم ياباني سابق. سبق له أن لعب مع المنتخب الياباني.
لعب ماسودا مع أندية طوكيو، جيف يونايتد إيتشيهارا، كاشيوا ريسول وأويتا ترينيتا في الدوري الياباني.

## روابط خارجية
- تاداتوشي ماسودا على موقع رابطة كرة القدم اليابانية للمحترفين (اليابانية)
- تاداتوشي ماسودا على موقع قاعدة بيانات كرة القدم.إي يو (الإنجليزية)
- تاداتوشي ماسودا على موقع ناشيونال فوتبول تيمز (الإنجليزية)
- تاداتوشي ماسودا على موقع عالم كرة القدم.نت (الإنجليزية)